# ФК Лирија
ФК Лирија (алб. KF Liria) је професионални фудбалски клуб из Призрена. Игра у Другој лиги Републике Косово. Екипа се до 1970. звала ФК Метохија (алб. KF Metohija), а данашње име на албанском значи „слобода”. Један је од најстаријих и најуспешнијих клубова на Косову и Метохији.

## Успеси
- Куп Косова
  - Победник (3): 1994/95, 2006/07, 2009/10.